# Cité de Londres
La Cité de Londres (en anglais : the City of London), appelée couramment « la City » ou « Square Mile » (prononcé en anglais : [skwɛə(ɹ) maɪ̯l]), est une cité et un comté cérémoniel à l'intérieur du Grand Londres ; elle est le cœur historique de la ville de Londres. Située sur la rive gauche de la Tamise, elle englobe le périmètre du mur de Londres, enceinte de la cité romaine de Londinium. Si elle constitue la plus petite des circonscriptions administratives du Grand Londres, elle se distingue toutefois des 32 autres boroughs londoniens par son statut sui generis, qui lui confère à la fois le titre de « Cité » et celui de comté cérémoniel, dont le mode d'administration est unique en Angleterre. Elle compte 8 584 habitants selon les estimations de 2021, mais une immense population transitoire qui s'y déplace pour le travail, les affaires et les loisirs.
La Cité de Londres, dont l'emblème est le dragon, comprend deux enclaves (Inner Temple et Middle Temple), qui ne sont pas administrées par les autorités du lord-maire. À l'inverse, celles-ci régissent certains parcs se trouvant hors de son territoire. Au début du XXIe siècle, elle est un grand quartier d'affaires européen. Il concentre les sièges sociaux de nombreuses banques, compagnies d'assurance et grandes entreprises multinationales. Avec sa bourse, c'est également la deuxième place financière au monde en 2024, derrière New York, selon le Global Financial Centres Index. Même si la Cité de Londres conserve de prestigieux monuments comme la cathédrale Saint-Paul, elle se distingue aujourd'hui par ses gratte-ciel, dont le Gherkin (« cornichon »), qui ont été érigés depuis les années 1980 et la période dite du Big Bang thatchérien (dérégulation massive des activités financières), et qui dominent aujourd'hui les immeubles anciens rescapés des bombardements de la Seconde Guerre mondiale.

## Institutions

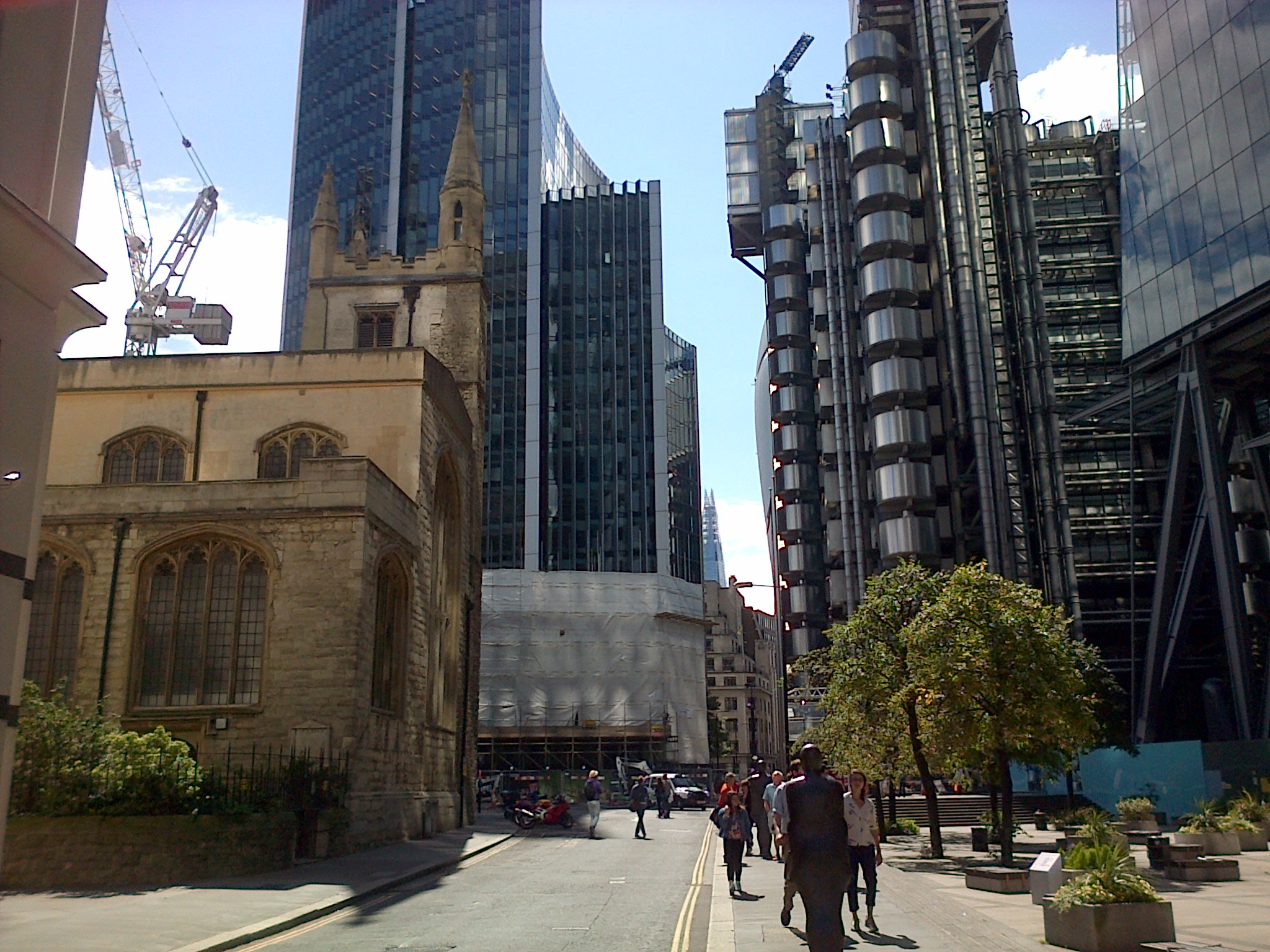
Bâtiments contemporains et anciens de la Cité de Londres.

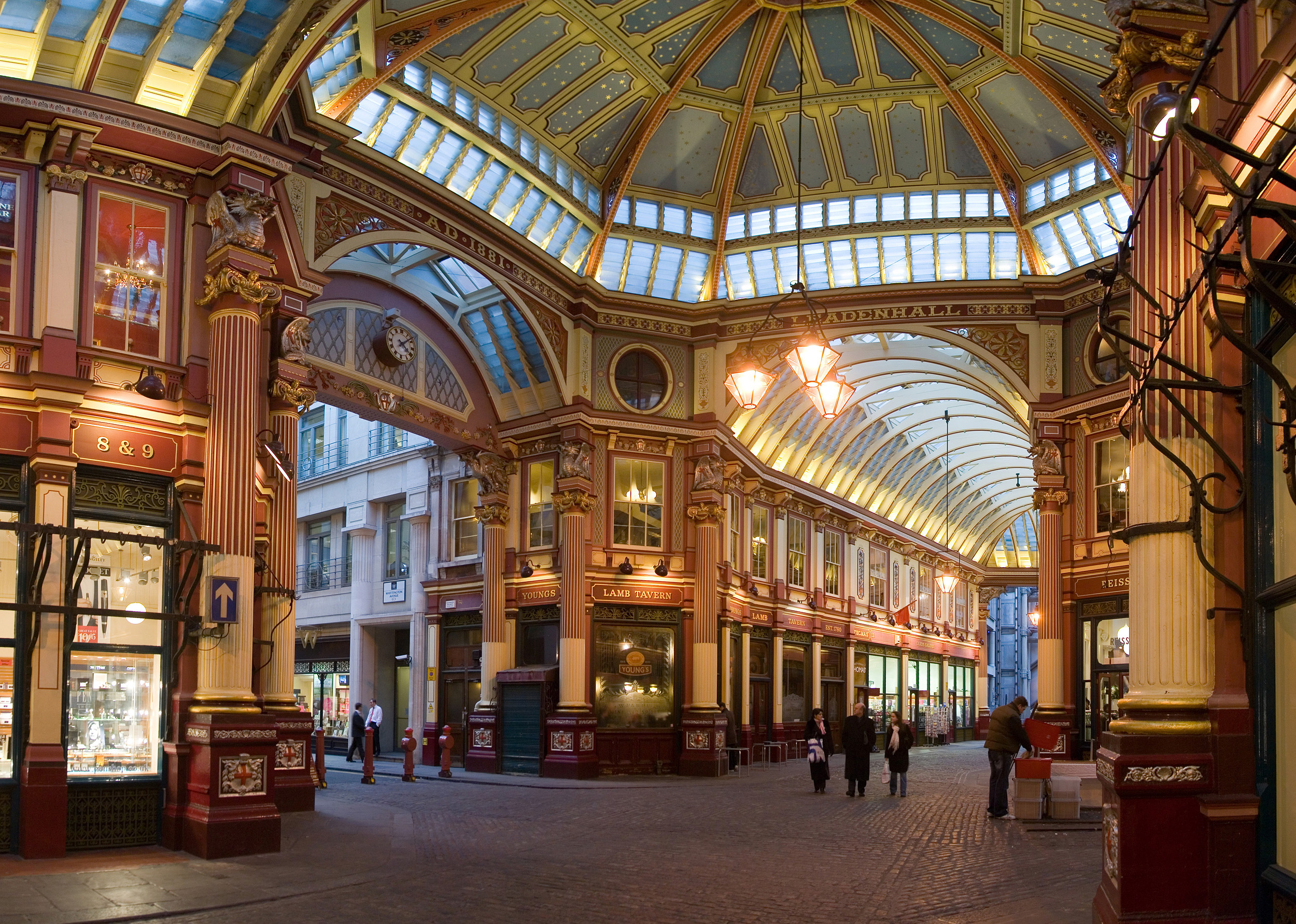
Le marché de Leadenhall.

Le premier maire de Londres apparaît en 1192 en la personne d’un drapier, Henry Fitz-Ailwin, en même temps que le statut communal octroyé par Jean sans Terre.
Mais c'est en 1319 qu'une charte signée par Édouard II consacre l'autonomie de la Cité et le rôle prépondérant des guildes (plus tard « vénérables compagnies ») dans son administration. Depuis cette époque, l'organisation municipale de la Cité gravite toujours autour de la corporation de la Cité de Londres (Common Council) comprenant le lord-maire (Lord Mayor), 25 échevins de la Cour des échevins élus à vie à raison d'un par ward (quartier) et 150 conseillers de la Court of Common Council élus annuellement qui représentent les 110 « vénérables compagnies » répertoriées dans la Cité.
Le lord-maire — terme apparaissant dès 1414 et devenant usuel après 1545 — qui incarne les libertés acquises par les bourgeois, est élu traditionnellement chaque année au Guildhall (l'hôtel de ville de la Cité), le 29 septembre, fête de la Saint-Michel, par les Aldermen et par les Sheriffs, qui sont eux élus le 24 juin précédent par les « anciennes corporations ». Quelques semaines après son élection, le deuxième samedi de novembre, celui-ci doit se rendre en « grande pompe » au palais de Westminster pour recevoir, par l'intermédiaire du lord chancelier, l'agrément du souverain britannique. Ce traditionnel défilé civique, nommé le Lord Mayor's Show, est l'un des événements les plus courus de Londres. Investi de sa charge, le lord-maire préside le « bureau de la Cité » composé de deux shérifs, d'un chambellan et de divers échevins. Ce bureau a notamment les responsabilités de la police, des écoles, des marchés et de la voirie de la Cité, ainsi que des services d'hygiène du port et des ponts franchissant la Tamise au niveau de son territoire (particulièrement les ponts « de Londres », « de la Tour », « de Southwark » et « de Blackfriars »). 
En dehors de son rôle représentatif, le lord-maire exerce également une fonction judiciaire, puisque tous les délits commis dans la Cité sont relevables de sa juridiction. Il doit donc avoir occupé auparavant la fonction de shérif pour pouvoir être élu. 
Si le lord-maire siège au Guildhall, il dispose aussi d'un logement de fonction à la Mansion House.
La Cité dispose d'un remémoreur qui est un fonctionnaire désigné en son sein pour défendre ses intérêts au Parlement britannique. 
La Cité est la seule circonscription administrative de Londres où la Metropolitan Police ne peut patrouiller ; elle possède son propre corps de forces de l'ordre, la police de la Cité de Londres. Elle a également la particularité d'octroyer au monarque britannique (roi ou reine) la permission ou non de pénétrer sur sa juridiction ; il s'agit donc d'un véritable État dans l'État britannique.

### Leswards
La Cité est actuellement divisée en 25 wards ou « arrondissements » :
- Aldersgate
- Aldgate
- Bassishaw
- Billingsgate
- Bishopsgate
- Bread Street
- Bridge
- Broad Street
- Candlewick
- Castle Baynard
- Cheap
- Coleman Street
- Cordwainer
- Cornhill
- Cripplegate
- Dowgate
- Farringdon Within
- Farringdon Without
- Langbourn
- Lime Street
- Portsoken
- Queenhithe
- Tower
- Vintry
- Walbrook

### Les «vénérables compagnies»
Voici la liste par ordre de préséance des 110 guildes appelées « vénérables compagnies » (Worshipful Companies) et répertoriées dans la City :

### La Banque d'Angleterre
Le Cité de Londres est le lieu du siège de la Banque d'Angleterre, première vraie banque centrale au monde fondée en 1694 à l’initiative de banquiers d’Amsterdam partisans de Guillaume d'Orange, stathouder de la République calviniste de Hollande (1648-1695) qui avaient financé la prise de pouvoir par Olivier Cromwell, permettant l'exécution de Charles Ier, l'établissement d'une République d'Angleterre (1649-1660) et la Glorieuse Révolution. Socle d'un réseau de banques commerciales, pivot d'une politique d'emprunts publics contrôlée par la Chambre des communes, elle a été le départ de la Révolution financière britannique.
Le lieu où le premier bâtiment de la Banque d'Angleterre a été construit et qui constitue toujours son siège, situé dans Walbrook, est l'emplacement d'un ancien temple romain dédié à Mithra (en), dont des vestiges sont découverts au XXe siècle.

## Héraldique et drapeau

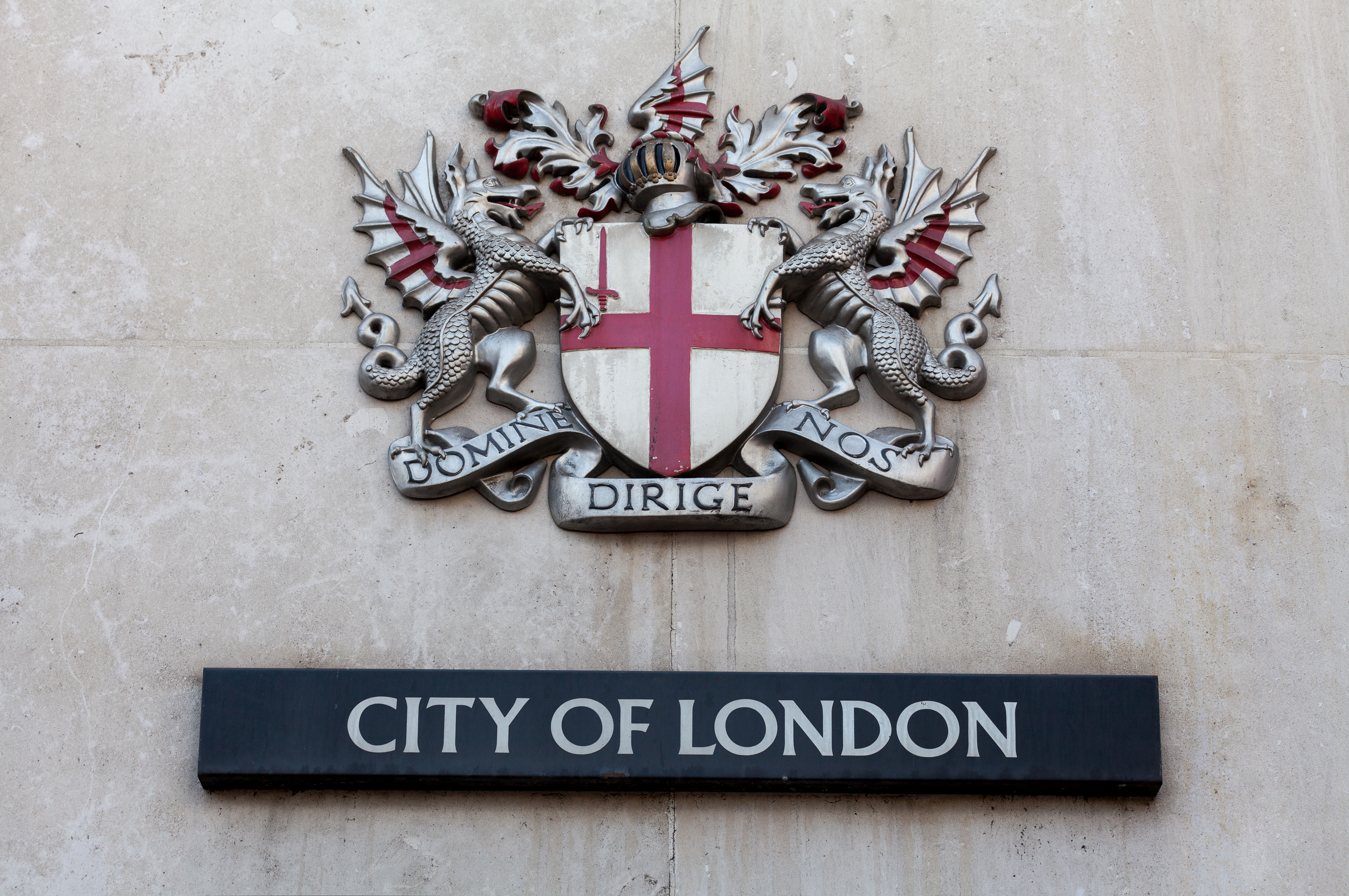
Les armoiries de la cité de Londres sur un mur dans la Cité.

Drapeau de la Cité

Les armoiries de la Cité de Londres datent de 1351, quand elles furent enregistrées par le College Of Arms, mais ce n'est qu'en 1957 qu'elles furent garanties par lettre patente. 
L'écu est « d'argent à la croix de gueules, en canton une épée en pal, pointe en haut, du même ». La croix de gueules, est aussi appelée croix de Saint-Georges, saint patron de l'Angleterre. Elle est superposée en 1613 à la croix de Saint-André (Écosse), puis en 1658 à la croix de Saint-Patrick (Irlande) pour former le pavillon de marine du Royaume-Uni, dit Union Jack (différent de son Étendard). 
Les supports étaient à l'origine deux lions qui ont été remplacés au milieu du XVIIe siècle par « deux dragons d'argent, sur ses côtés au-dessous de leurs ailes ». L'écu est timbré d'un heaume dont le cimier est décrit comme « une aile senestre de dragon d'argent ». Paradoxalement, le dragon qui était terrassé par Saint-Georges, allégorie de la victoire de la foi chrétienne sur le démon ou plus largement du bien sur le mal, serait devenu à l'époque de Cromwell le support et l'inspirateur de la Cité de Londres. 
La devise, qui date aussi du XVIIe siècle, est DOMINE DIRIGE NOS, qui signifie en latin : « Seigneur, guidez-nous ».
Le drapeau de la Cité, reprenant les armoiries, est composé d'une croix de Saint-Georges rouge sur fond blanc avec une épée rouge dans le canton supérieur à l'attache. Lorsque le drapeau est pendu verticalement, l'épée est tournée pour qu'elle braque toujours verticale.

## Centre économique et financier
La Cité garde, depuis son origine, ses particularités financières ; elle est principalement composée de banques, de la bourse de Londres, de compagnies d'assurance, de grandes entreprises et de journaux. Tout ceci fait d'elle un des points de rencontre du marché international, ce qui favorise le tourisme d’affaires. La Cité représente 13 % du PIB britannique.
Les activités financières de la Cité ont été importantes historiquement, mais elles ont perdu de leur poids dans l'économie mondiale pendant l'entre-deux-guerres. Depuis le « Big Bang » de 1986, elles ont gagné à nouveau du terrain, en particulier face à New York, handicapé par la loi Sarbanes-Oxley, plus restrictive. Sur les échanges de dérivés de gré à gré, la part de marché de la Cité est passée de 27 % en 1995 à 43 % en 2004. Un cinquième des actifs des hedge funds sont gérés à Londres (dont 80 % des actifs des fonds européens), alors qu'ils n'étaient que 10 % en 2002.
Aujourd'hui, Londres est la première place financière du monde en ce qui concerne les devises et son avance ne cesse de progresser selon le rapport trisannuel de la banque des règlements internationaux réalisé en avril et publié le 25 septembre 2007. Sur le marché des devises, sa part de marché est passée entre 2004 et 2007 de 31,3 à 34,1 % contre respectivement 19,2 et 16,6 % pour New York. Néanmoins, les récents problèmes de Northern Rock ont pu faire naître des inquiétudes chez certains sur la solidité de la place.
Le 21 mai 2018, une commission parlementaire britannique publie un rapport alertant sur le fait que la place financière de Londres serait devenue un centre de blanchiment d'argent pour les hommes d'affaires russes et pour Vladimir Poutine et son entourage, ce qui a valu à la capitale britannique le surnom de « Londongrad » au fil des années.

## Démographie
Le principal quartier résidentiel de la Cité est le Barbican Estate, construit dans les années 1960-1970, dans un style brutaliste.
| Année | Population |
| ----- | ---------- |
| 1700  | 208 000    |
| 1750  | 144 000    |
| 1801  | 128 129    |
| 1841  | 123 563    |
| 1881  | 50 569     |
| 1901  | 26 846     |
| 1911  | 19 657     |
| 1921  | 13 709     |
| 1931  | 10 999     |
| 1951  | 5 324      |
| 1961  | 4 767      |
| 1971  | 4 234      |
| 1981  | 5 300      |
| 1991  | 5 385      |
| 2001  | 7 185      |

## Galerie

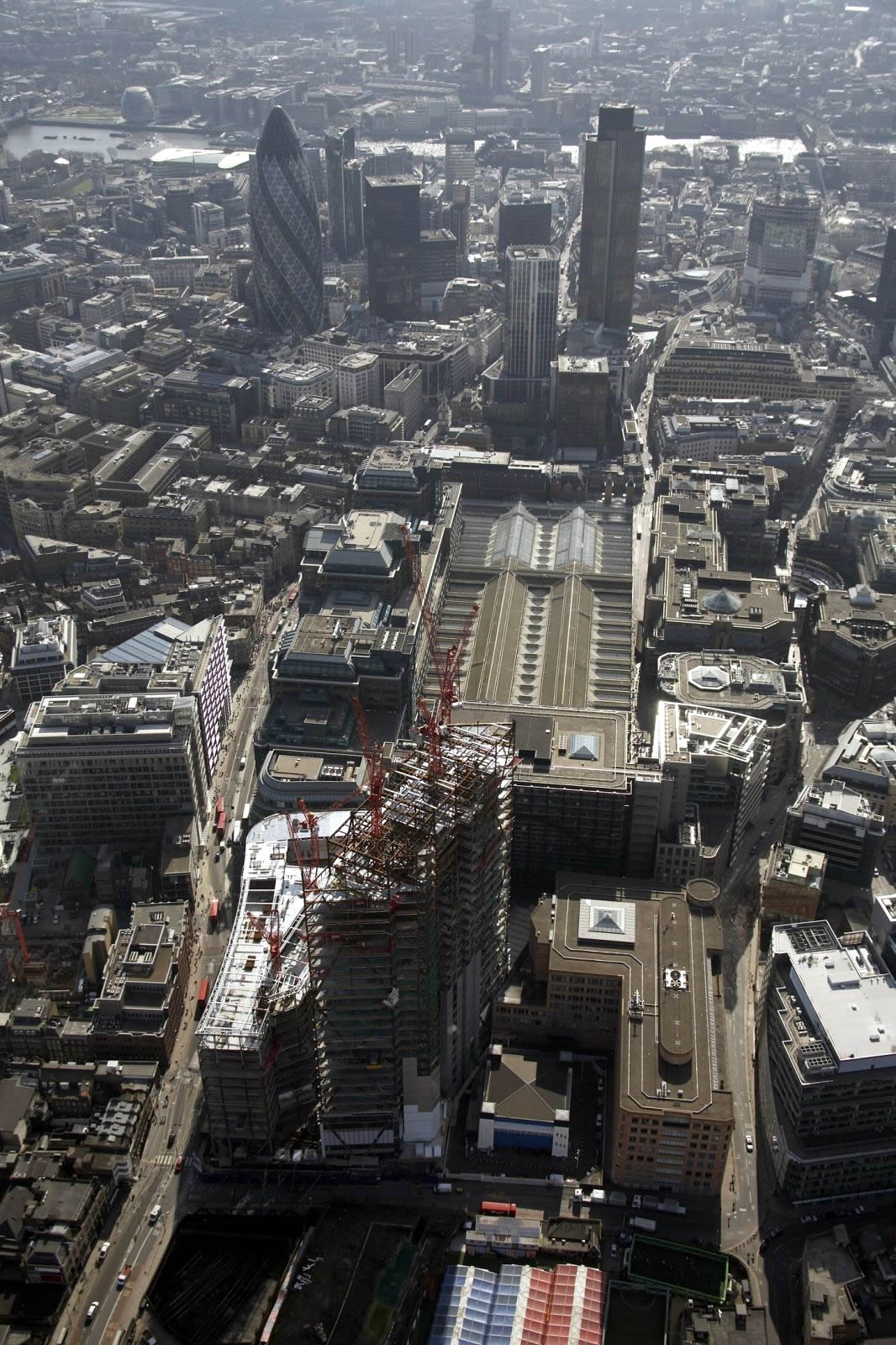
Vue aérienne de la Cité.
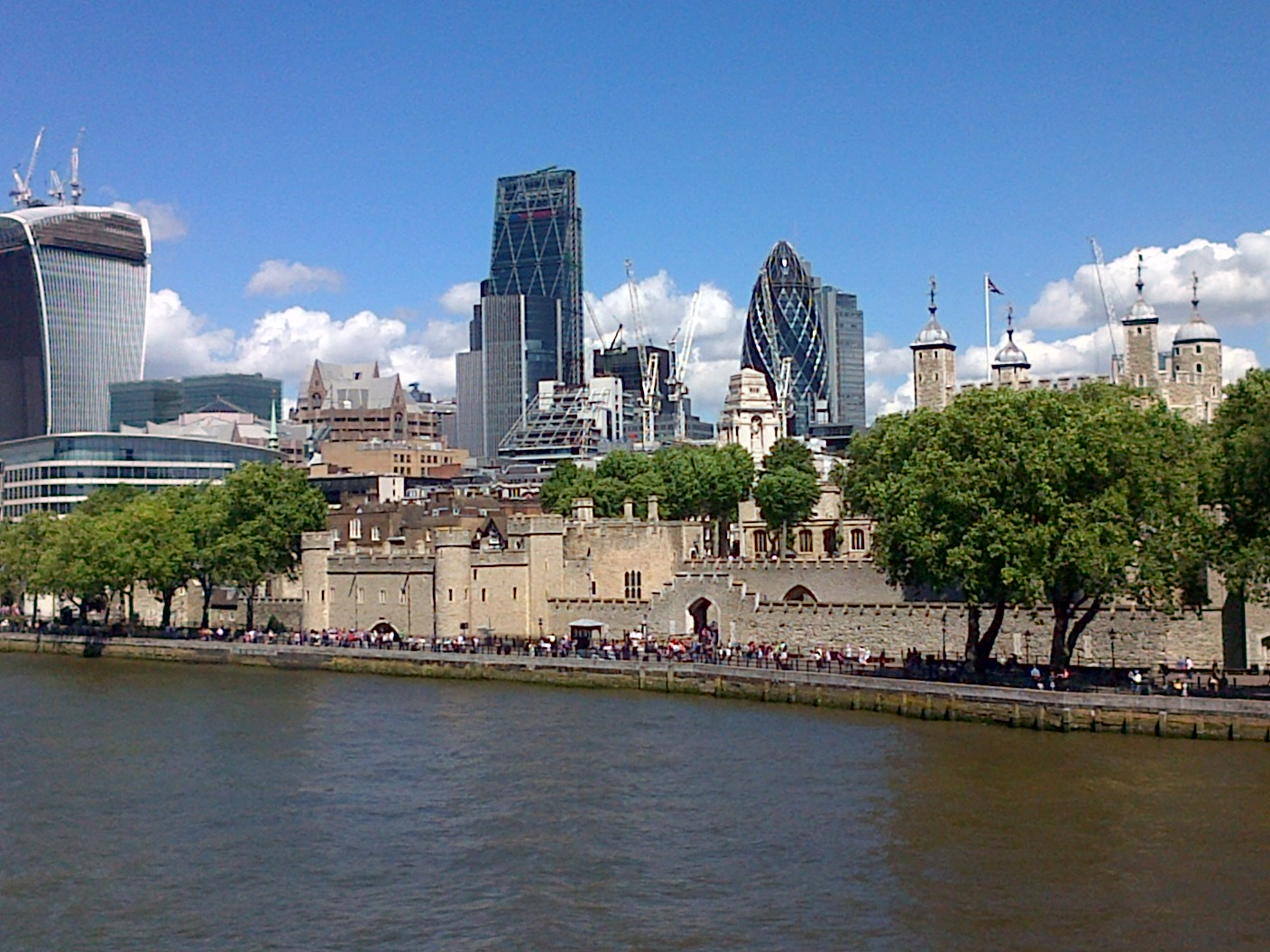
Au 1er plan la Tamise, au 2e plan la tour de Londres, au dernier plan la Cité.
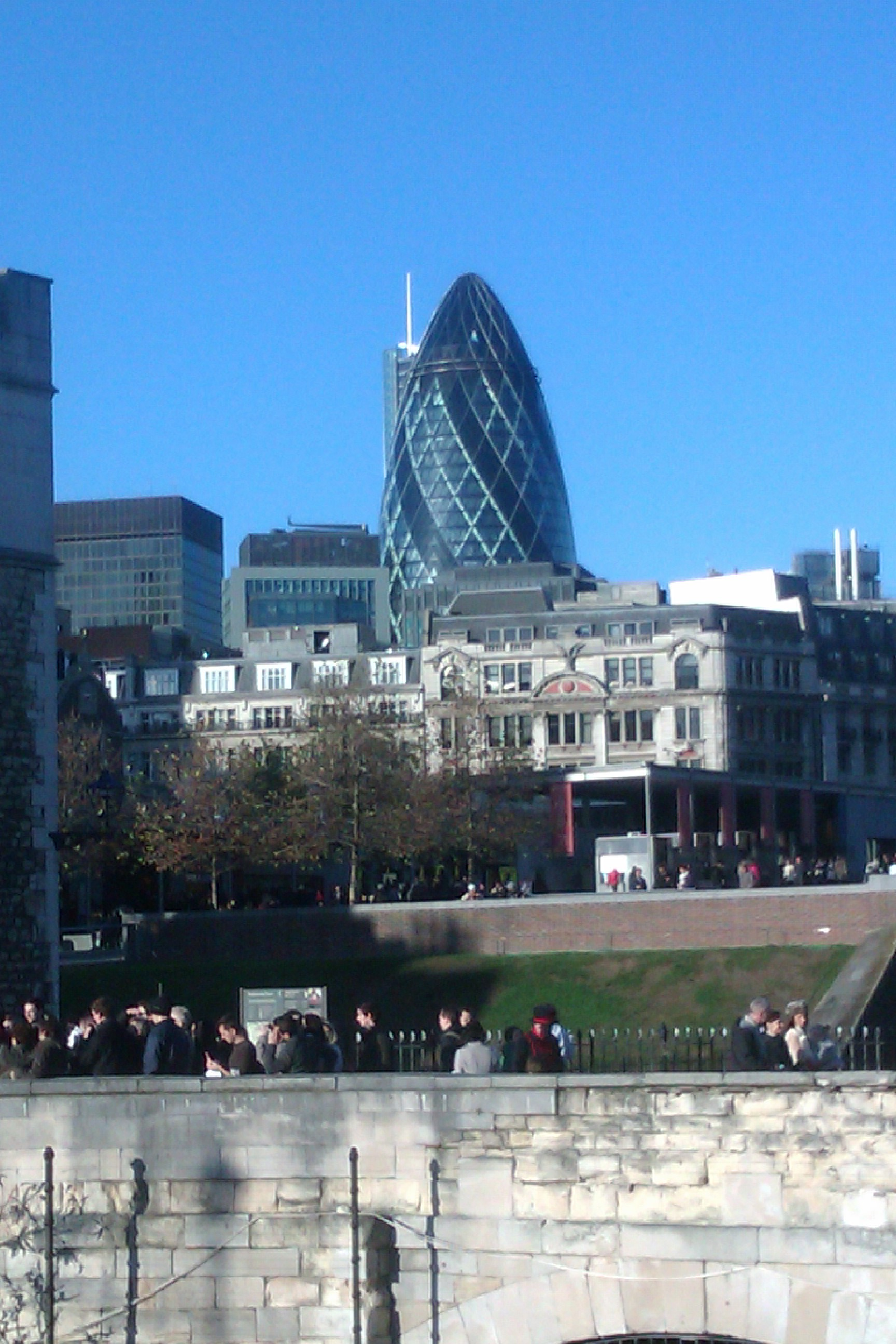
Vue sur la cité de Londres depuis le bord de la Tamise vers la tour de Londres.
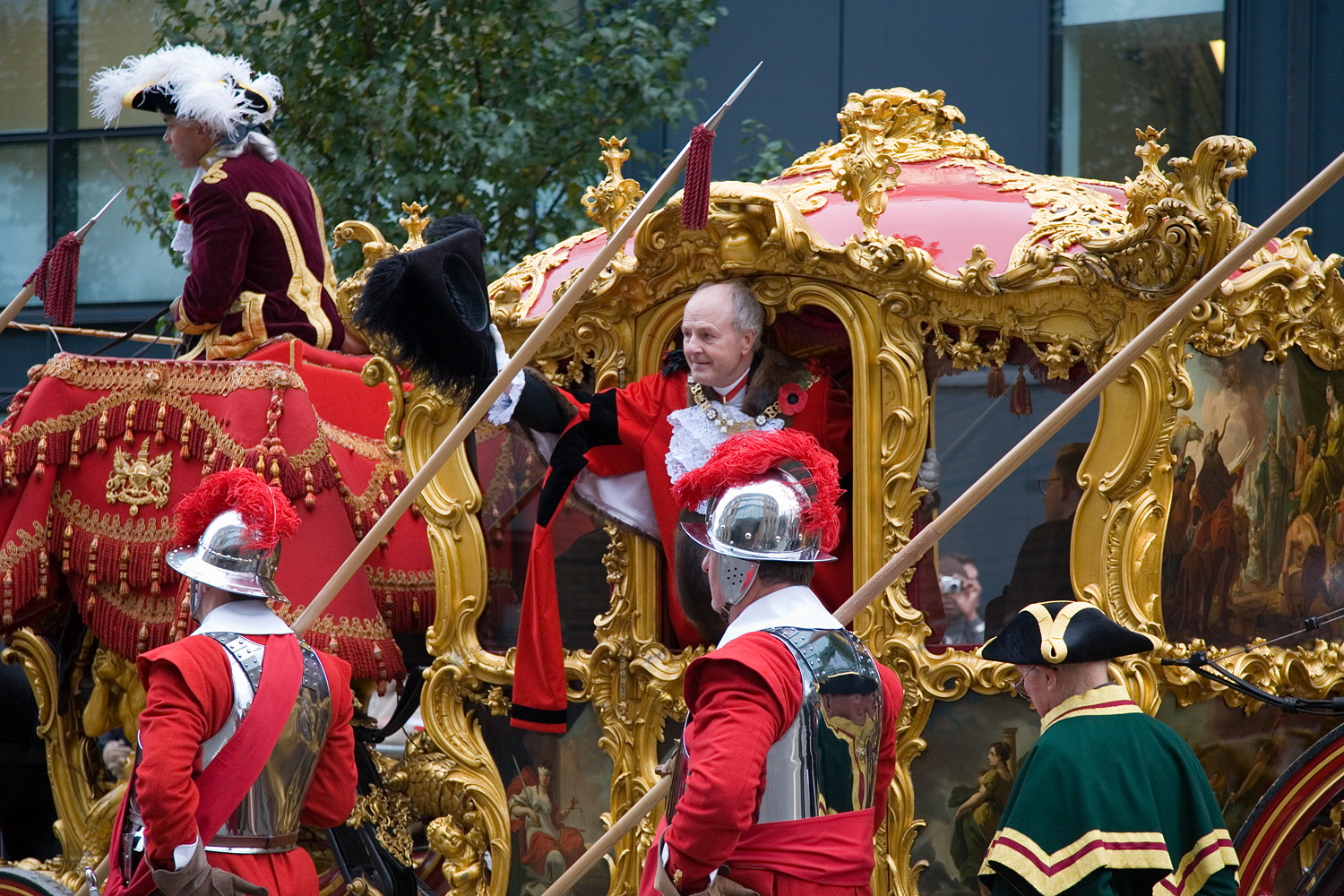
La procession en 2006 de l'ex Lord-maire, Sir John Stuttard.
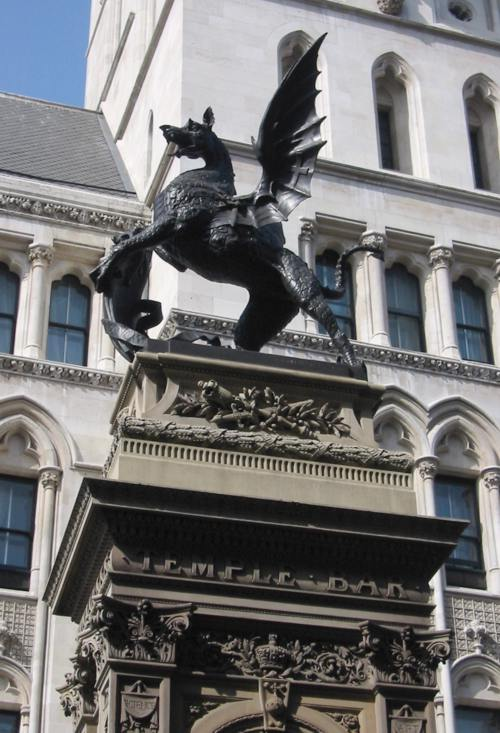
Statue du « dragon » à Temple Bar, qui marque la frontière entre la Cité de Londres et celle de Westminster
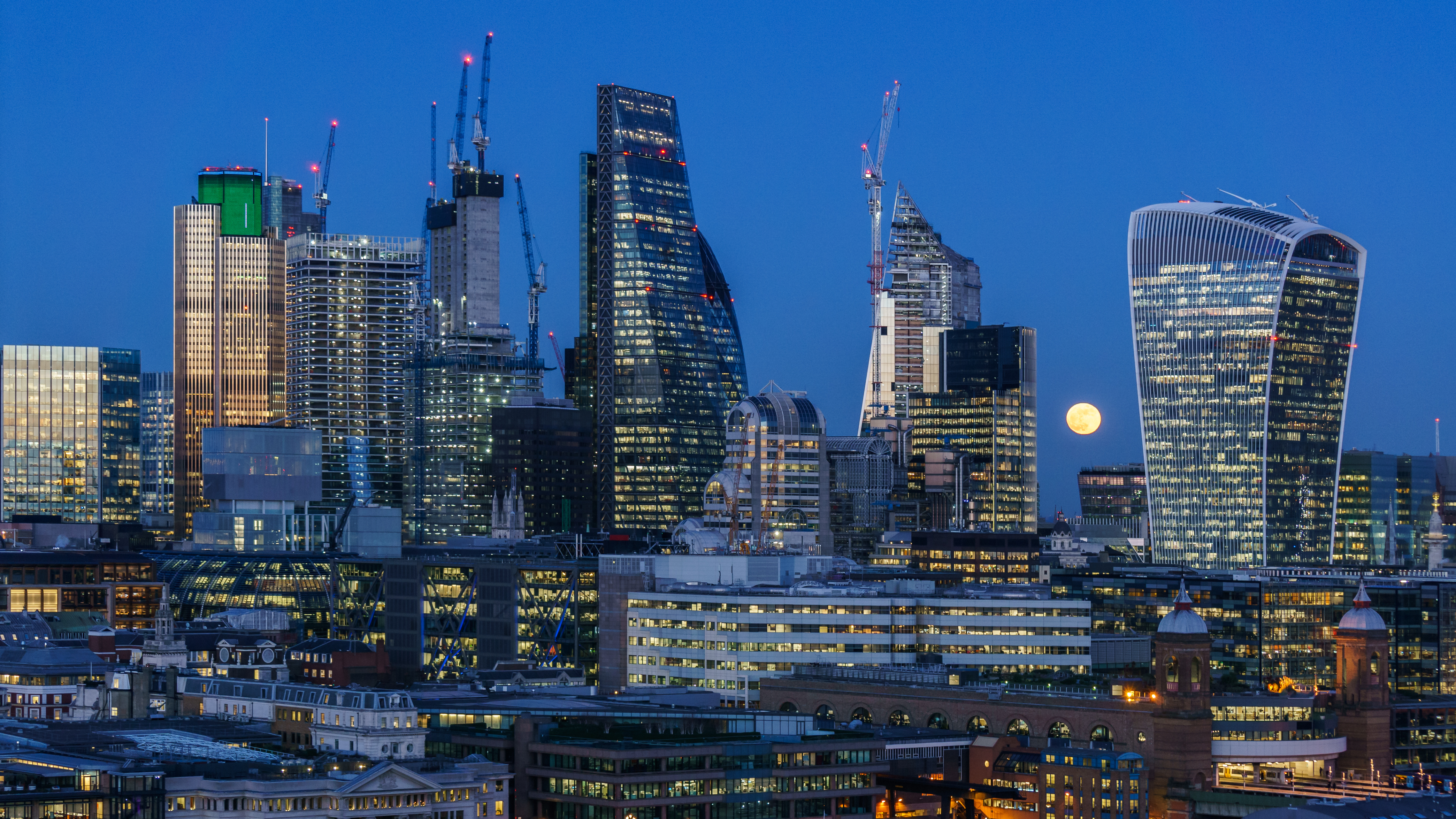
Super lune sur la cité de Londres. Avec Tower 42, 122 Leadenhall, 30 St Mary Axe, Lloyd’s Building, Willis Building (Londres), 20 Fenchurch Street et le monument au Grand incendie de Londres. Janvier 2018.
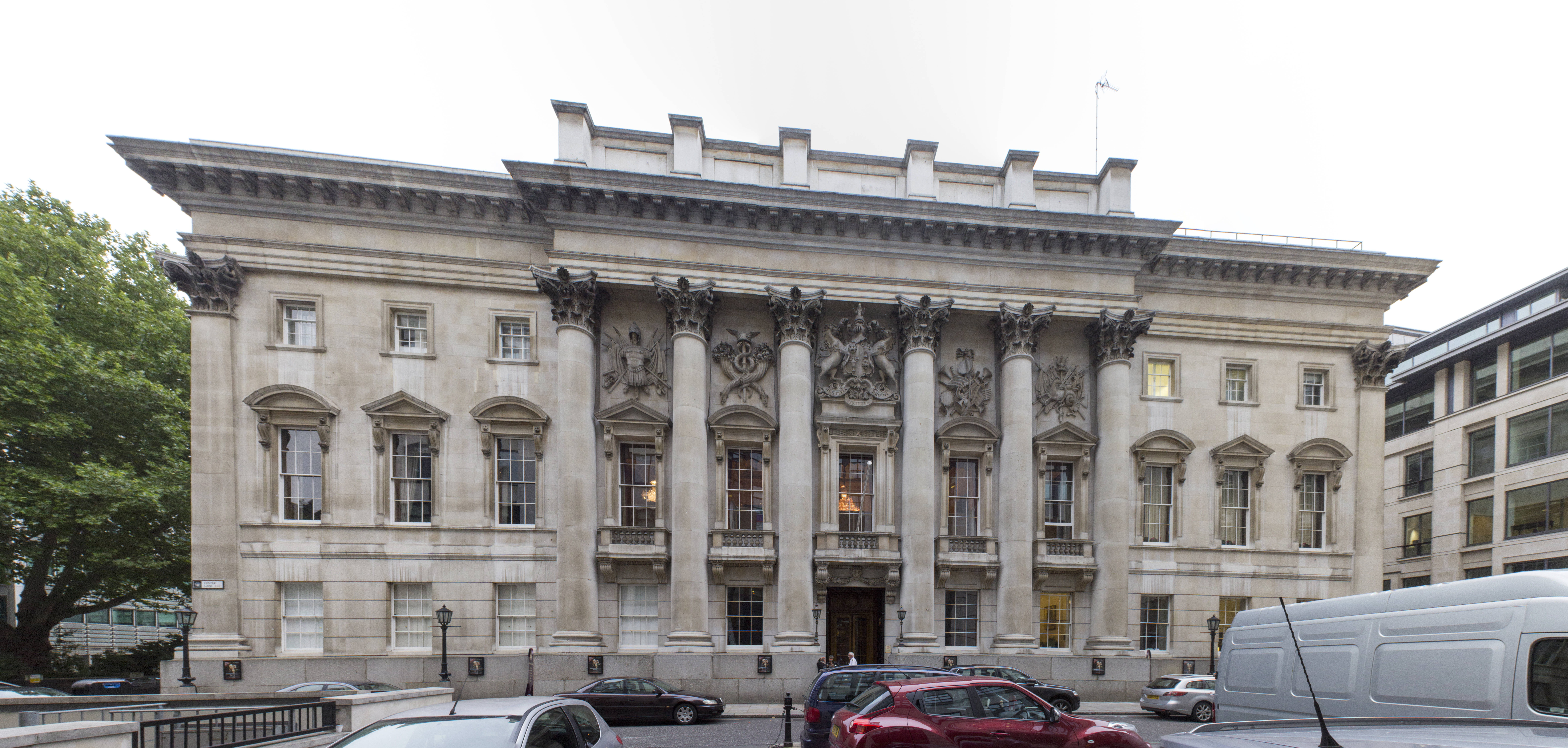
Goldsmiths' Hall, siège de la Vénérable Compagnie des Orfèvres.